# 全インド草の根会議派
全インド草の根会議派（ぜんインドくさのねかいぎは、英語: All India Trinamool Congress［略号：AITMCまたはTMC, ベンガル語: সর্বভারতীয় তৃণমূল কংগ্রেস）は、インドの政党。西ベンガル州を主な基盤とする地域政党。トリナムール会議派、あるいは短く草の根会議派と表記されることもある。本記事では便宜的に略称「AITMC」を用いる。

## 概要

### 初期の活動
1997年、インド国民会議（INC）からマムター・バナルジーが追放されたことにともない、彼女を党首として国民会議より分裂する形で結成された。インド共産党マルクス主義派を軸とする西ベンガル州の左翼戦線州政府にも反対する立場をとり、右派・インド人民党（BJP）を軸とする国民民主同盟に加わった。
1998年のローク・サバー（連邦下院）総選挙では7議席を獲得してアタル・ビハーリー・ヴァージペーイーを首相とする連立政権に加わり、1999年の連邦下院総選挙では10議席に伸ばして引き続きヴァージペーイー政権に参加した。この間、バナルジー党首は鉄道大臣、石炭・鉱業大臣を歴任した。2004年連邦下院選挙ではINCから分裂したグループと合同し、国民民主同盟の一員として国民草の根会議派として臨んだものの2議席にとどまり敗退。インド国民会議主導で左翼戦線も支持したマンモハン・シン政権の成立にともない下野することとなった。

### 躍進
その後、左翼戦線州政府が進めていた小型車タタ・ナノ生産工場の誘致に激しく反対し、撤回に追い込むなどの活動をしていたが、左翼戦線がマンモハン・シン政権への支持を撤回すると今度はINCに接近した。2009年連邦下院選挙では、与党INCの連合である統一進歩同盟の一員となり、選挙協力に加わった結果、勢力を急伸させ19議席を獲得した。選挙後、バナルジー党首は第2次マンモハン・シン内閣にふたたび鉄道大臣として入閣した。
2011年州議会選挙にはバナルジーが連邦下院議員を辞職して参戦し、INC等との連合で227議席を獲得、AITMC単独でも184議席を獲得する圧勝を収めている。これにより左翼長期政権は終焉、バナルジー政権が成立した。しかし2012年9月18日、ディーゼル燃料価格の引き上げや小売市場での外資規制緩和に反対する形で、AITMCは統一進歩同盟から離脱した。以後、国民民主同盟にも属さない中間派政党となっている。
2014年連邦下院選挙でも、全国的なBJPの優勢にもかかわらずAITMCは善戦し、州割当42議席の内34議席を獲得する大勝を収めた。これは連邦下院第4党の議席数であり、統一進歩同盟・国民民主同盟のいずれにも属さない政党としても、全インド・アンナー・ドラーヴィダ進歩党（AIADMK）に次ぐ第2位であった。2019年連邦下院選挙では、22議席を獲得し、連邦下院第4党の議席数であり、統一進歩同盟・国民民主同盟のいずれにも属さない政党として第1位である。その後の2024年連邦下院選挙で29議席獲得し、インド国家開発包括同盟に連立しており、連立政党としてインド国民会議派、サマジワディ党に次いで第3党となった。